# سيرجي سامبر
سيرجي سامبر مونتانا (بالإسبانية: Sergi Samper Montaña) -- (ولد في 20 يناير 1995) هو لاعب كرة قدم إسباني يلعب في مركز لاعب الوسط المدافع في نادي أندورا .

## الأندية
ولد في كتالونيا في برشلونة وانضم سامبر إلى إعداد الصغار في برشلونة في عام 2001 عندما كان عمره 6 سنوات وبعد نجاحه وقع على عقد احترافي في برشلونة لمدة 4 سنوات في 9 مايو 2013
في 10 يونيه 2013 تمت ترقية سامبر لنادي برشلونة بي وظهر في 40 مباراة، وانتهى الموسم في المركز الثالث .
في 17 سبتمبر 2014 شارك سامبر مع الفريق الأول لأول مرة، وشارك في فوز الفريق 1-0 على أرضه ضد أبويل، في إطار دوري أبطال أوروبا.

## الحياة الشخصية
أخيه الأكبر جوردي سامبر مونتانا و هو لاعب كرة مضرب (تنس) محترف.

## إحصائيات النادى
آخر تحديث 7 يونيه 2015.
| النادى          | الموسم                    | الدورى  | الدورى | كأس ملك إسبانيا | كأس ملك إسبانيا | أوروبا  | أوروبا | أخرى    | أخرى  | المجموع | المجموع |
| النادى          | الموسم                    | مباريات | أهداف  | مباريات         | أهداف           | مباريات | أهداف  | مباريات | أهداف | مباريات | أهداف   |
| --------------- | ------------------------- | ------- | ------ | --------------- | --------------- | ------- | ------ | ------- | ----- | ------- | ------- |
| برشلونة ب       |                           |         |        |                 |                 |         |        |         |       |         |         |
| 2013–14         | 40                        | 0       | —      | —               | —               | —       | —      | —       | 40    | 0       |         |
| 2014–15         | 34                        | 0       | —      | —               | —               | —       | —      | —       | 34    | 0       |         |
| المجموع         | 74                        | 0       | —      | —               | —               | —       | —      | —       | 74    | 0       |         |
| برشلونة         | نادي برشلونة موسم 2014-15 | 0       | 0      | 3               | 0               | 1       | 0      | —       | —     | 4       | 0       |
| برشلونة         | المجموع                   | 0       | 0      | 3               | 0               | 1       | 0      | —       | —     | 4       | 0       |
| المجموع النهائى | المجموع النهائى           | 74      | 0      | 3               | 0               | 1       | 0      | —       | —     | 78      | 0       |

1. ↑  جميع المشاركات في دوري أبطال أوروبا

## بطولات
برشلونة
- كأس ملك إسبانيا: 2014–15.
- دوري أبطال أوروبا: 2014–15.

## وصلات خارجية
- سيرجي سامبر على موقع الاتحاد الدولي (مؤرشف)  (الإنجليزية)
- سيرجي سامبر على موقع الاتحاد الأوربي (الإنجليزية)
- سيرجي سامبر على موقع رابطة كرة القدم اليابانية للمحترفين (اليابانية)
- سيرجي سامبر على موقع قاعدة بيانات كرة القدم.إي يو (الإنجليزية)
- سيرجي سامبر على موقع ليكيب (الفرنسية)
- سيرجي سامبر على موقع Soccerbase.com (لاعب) (الإنجليزية)
- سيرجي سامبر على موقع Soccerway.com (الإنجليزية)
- سيرجي سامبر على موقع عالم كرة القدم.نت (الإنجليزية)
- سيرجي سامبر على موقع AS.com (الإسبانية)
- FC Barcelona official profile
- BDFutbol profile
- ESPN FC profile